# (200336) 2000 HN24
(200336) 2000 HN24 es un asteroide perteneciente al cinturón de asteroides descubierto el 24 de abril de 2000 por el equipo del Lowell Observatory Near-Earth-Object Search desde la Estación Anderson Mesa (condado de Coconino, cerca de Flagstaff, Arizona, Estados Unidos).

## Designación y nombre
Designado provisionalmente como 2000 HN24.

## Características orbitales
2000 HN24 está situado a una distancia media del Sol de 3,121 ua, pudiendo alejarse hasta 3,587 ua y acercarse hasta 2,656 ua. Su excentricidad es 0,149 y la inclinación orbital 7,597 grados. Emplea 2014,75 días en completar una órbita alrededor del Sol.

## Características físicas
La magnitud absoluta de 2000 HN24 es 15,1. Tiene 4,476 km de diámetro y su albedo se estima en 0,106. 